# Lynn Johnston
Lynn Johnston, född Lynn Ridgway 28 maj 1947 i Collingwood, Ontario, är en kanadensisk serieskapare. Hon är mest känd för sin delvis självbiografiska strippserie I nöd och lust (For Better or for Worse). Hon var den första kvinnliga serietecknaren att motta en Reuben Award, 1985. 1992 tilldelades hon Order of Canada.
Under sin första graviditet gjorde Johnston ett antal teckningar som publicerades i boken David We're Pregnant 1973. Två år senare kom uppföljaren Hi Mom! Hi Dad!. 1979 skapade hon I nöd och lust som hon tecknat sedan dess.